# ホールド・ミー、スリル・ミー、キス・ミー、キル・ミー
「ホールド・ミー、スリル・ミー、キス・ミー、キル・ミー」(Hold Me, Thrill Me, Kiss Me, Kill Me)は1995年にリリースされたU2の曲。『バットマンフォーエヴァー』のサントラに収録されている。

## 概要
『Zooropa』のアウトテイクで、アルバムのジャケットに紫色の文字で「ISSMEKILLM」と入っているのだが、それはこの曲のことである。
曲のテーマは「バンドにいること、スターであること」で、タイトルはオールーディーズのHold Me, Thrill Me, Kiss Meから来ている。最初、映画『バットマン・フォーエヴァー』の監督であるジョエル・シュマッカーから、ボノに悪役で映画に出演しないかという話が来たのだが、脚本には既に他の悪役が2人いたのでボツに。次にボノがマクフィストに扮して歌を歌うのはどうかということになったが、これもボツに。代わりにバンドはこの曲を映画のサントラに提供した。
サントラに収録されている曲で劇中に使われているのは5曲しかなく、これ以降、映画の内容とタイトルにインスパイされつつ、劇中では使用しない曲をサントラに収録するのが定番となった。また最終的にサントラからは5曲シングルカットされたが、リードシングルはこの曲である。
第53回ゴールデングローブ賞ベストオリジナルソング賞とラジー賞ワーストオリジナルソング賞にノミネートされたが、両方とも授賞を逃した。

## 収録曲

### Version 1 CD（日本盤）
1. Hold Me, Thrill Me, Kiss Me, Kill Me
2. Theme from Batman Forever

### Version 2 CD（UK盤）
1. Hold Me, Thrill Me, Kiss Me, Kill Me
2. Theme from Batman Forever
3. Tell Me Now

## PV
- 監督：ケヴィン・ゴドレイ、モーリス・リネイン
- プロデューサー：ネッド・オハンロン
- 編集：ケヴィン・ゴドレイ、モーリス・リネイン
- アニメーター：ショウン・マガー、Manga Studios
- アートディレクター：デイブ・キング、デヴィッド・ミルゲイト
- ロケ地：ダブリン
- 撮影日：1995年6月
- リリース日：1995年6月1日

アニメを使うというのはバンドのアイデアで、脚本を書いたのはケヴィン・ゴドレイ。Manga Studiosというアイランド・レコードの傘下にあるアニメ制作会社の77人のアニメーターが11日間かけて制作した。ただ制作時間が短かったため、映画のシーンも使用した。PVの内容はゴッサム・シティで開催されたZoo - TVツアーのライブで交通事故にあったボノが、改造されマクフィストとして甦るというもの。
PVに見える看板に書かれた「Mister Pussey's」とは、ギャヴィン・フライデーのアルバム『Shag Tobacco』に収録されている曲のタイトルであるが、これがアメリカの検閲に引っかかるということで、リリースの日にMr. Swampy’sに変更した。Mr Swampyとはケヴィン・ゴドレイが飼っていた3本足の犬の名前で、3週間前に亡くなっていた。
というわけでこのPVにはMister Pussey'sと看板に表記されたAlternate Versionが存在する。

## リミックス
- The Gotham Experience Remix (2018)

by  St Francis Hotel 
エクスペリエンス・アンド・イノセンス・ツアーの幕間に流れた。ボーカルはギャヴィン・フライデー。

## 評価
- 1995年MTVビデオミュージックアワード・インターナショナル・ヴューザーズ・チョイス
- 1995年セレクト年間ベストシングル第14位[3]